# Grizzly Giant

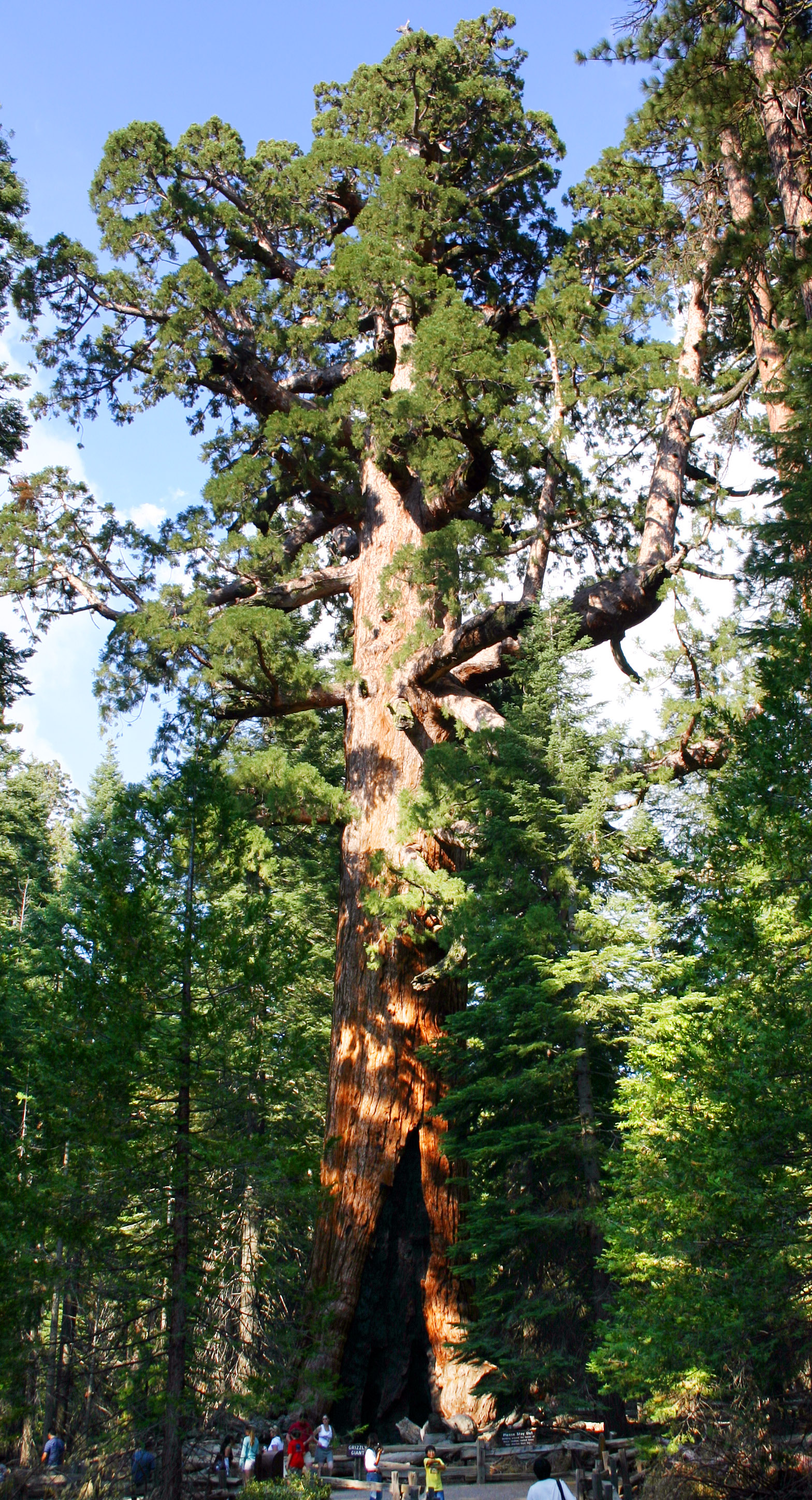
Grizzly Giant

Grizzly Giant is een individuele mammoetboom (Sequoiadendron giganteum) in de Mariposa Grove, een bos in het uiterste zuiden van Yosemite National Park in de Amerikaanse staat Californië.
De boom is verschillende keren opgemeten, voor het laatst in 1990. Hij heeft een volume (d.w.z. staminhoud) van naar schatting 962,9 m³ en is daarmee de op 24 na grootste nog levende mammoetboom. Hij is met een geschatte leeftijd van 1800 tot 2400 jaar volgens velen tevens de oudste boom in de Mariposa Grove.
Grizzly Giant is 63,7 meter hoog en heeft op anderhalve meter hoogte een doorsnede van 7,8 meter. De omtrek op grondniveau is 29,5 meter.
De boom is een toeristische bezienswaardigheid.
Bezienswaardigheden: Bridalveil Fall · Cathedral Lakes · Cathedral Peak · Chilnualna Falls · Clouds Rest · El Capitan · Emerald Pool · Glacier Point · Grand Canyon of the Tuolumne · Grizzly Giant · Half Dome · Hetch Hetchy · Horsetail Fall · John Muir Trail · Mariposa Grove · Merced Grove · Merced River · Mount Conness · Mount Dana · Mount Lyell · Mount Starr King · Nevadawaterval · Ostrander Lake · Pacific Crest Trail · Sentinel Dome · Sentinel Rock · Tenaya Canyon · Tenaya Lake · Tunnel View · Tuolumne Grove · Tuolumne Meadows · Tuolumne River · Vernalwaterval · Wawona Tunnel Tree · Yosemite Valley · Yosemitewaterval

Bebouwing: Ahwahnee Hotel · Badger Pass Ski Area · Camp 4 · Curry Village · Glacier Point Hotel · Housekeeping Camp · LeConte Memorial Lodge · Pioneer Yosemite History Center · Rangers' Club · Parsons Memorial Lodge · Wawona · Wawona Hotel · Yosemite Valley Chapel · Yosemite Valley Lodge · Yosemite Village

Vervoer: SR 41 · SR 120 · SR 140 · Wawona Tunnel · Yosemite Area Regional Transportation System

Personen: Ahwahnechee · Chief Tenaya · Frederick Law Olmsted · Galen Clark · John Conness · John Muir · Sierra Miwok · Stephen Mather · Robert Underwood Johnson